# Kiss Zoltán (orgonaművész)
Kiss Zoltán (Érszentkirály, 1964) orgonaművész, zenetanár.

## Pályafutása
Édesapja református lelkész volt. 1989-ben Temesváron mérnöki diplomát szerzett. Tízéves korától tanult zongorázni. Orgonatanulmányait Temesváron kezdte, majd Miskolcon folytatta Virágh Endre orgonaosztályában. Első felsőfokú zenei képesítését 1998-ban kapta a Liszt Ferenc Zeneművészeti Egyetem debreceni tagozatának orgona szakán, ahol orgonatanár-kamaraművész diplomát szerzett. 2002-ben egyházzenei, 2004-ben pedig orgona művész-tanári diplomát kapott a budapesti Zeneakadémián. Itt Dobszay László és Szendrei Janka, valamint Ruppert István voltak a főtárgytanárai. Neves professzorok mesterkurzusain vett részt (Bernhard Klapprott, David Titterington, Wolfgang Zerer, Hans Eckhart Schlandt, Szatmáry Zsigmond, Lorenzo Ghielmi).
Rendszeresen hangversenyezik Magyarországon, Romániában és Szlovákiában. Előszeretettel játszik műemlék orgonákon. A nyíregyházi Vidor Fesztivál rendszeres fellépője, ahol Ch. M. Widor 5. és 6. orgonaszimfóniáit mutatta be.
Jelenleg a nyíregyházi evangélikus nagytemplom orgonistája és a város Vikár Sándor Zeneiskolájának zongora- és orgonatanára.

## Külső hivatkozások
- Honlapja
- Életrajza a kultiplex.sk oldalon
- MusiciansWho[halott link]